# Загоризонтний радіолокатор

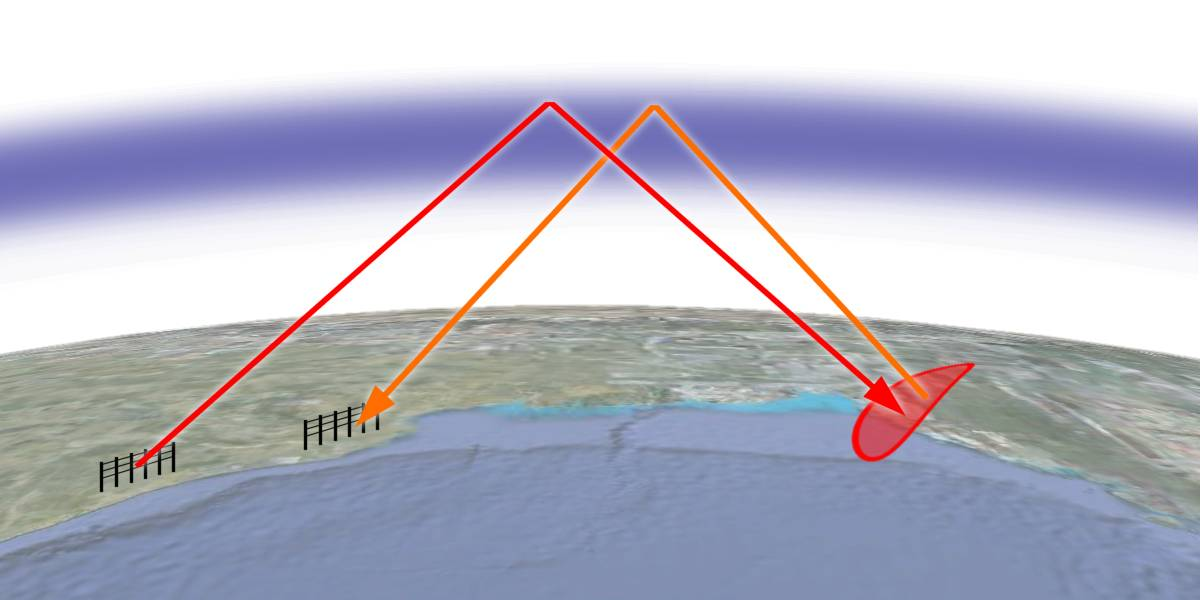
Принцип дії загоризонтних радіолокаторів OTH-B. Схематично зображено іоносферне відображення променів від іоносфери (області земної атмосфери висотах 60-150 км).

Загоризонтна радіолокаційна станція (ЗГ РЛС; англ. Over-the-horizon radar, OTHR) — радіолокаційна станція, яка здатна виявляти цілі на дуже великих відстанях, зазвичай від сотень до тисяч кілометрів, за межами горизонту радіолокації - це межа дальності для звичайного радара. Декілька радіолокаційних систем ЗГ РЛС були розгорнуті, починаючи з 1950-х і 1960-х років, як частина радіолокаційних систем раннього попередження, але, як правило, вони були замінені бортовими системами раннього попередження.

## Технологія
Радіохвилі УКХ і НВЧ діапазонів, придатних для радіолокації, нездатні огинати рахунок дифракції кривизну поверхні планети. Через це радіус дії класичних станцій радіолокації (РЛС) обмежений радіогоризонтом  (такі РЛС іноді називають надгоризонтними). Наприклад, для радара, встановленого на щоглі заввишки 10 метрів, горизонт становить близько 13 км (з урахуванням рефракції атмосфери ). Для цілей, що знаходяться на деякій висоті над поверхнею землі, радіус радара збільшується; наприклад, ціль, що знаходиться на висоті 10 метрів, буде виявлена тим же радаром на відстані близько 26 км. Насправді наземні надгоризонтні РЛС проектують виявлення атмосферних цілей з відривами трохи більше кількох сотень кілометрів. Загоризонтні радари використовують декілька технологій для виявлення цілей за радіогоризонтом, що робить їх застосування особливо ефективним у ролі РЛС системи попередження про ракетний напад .

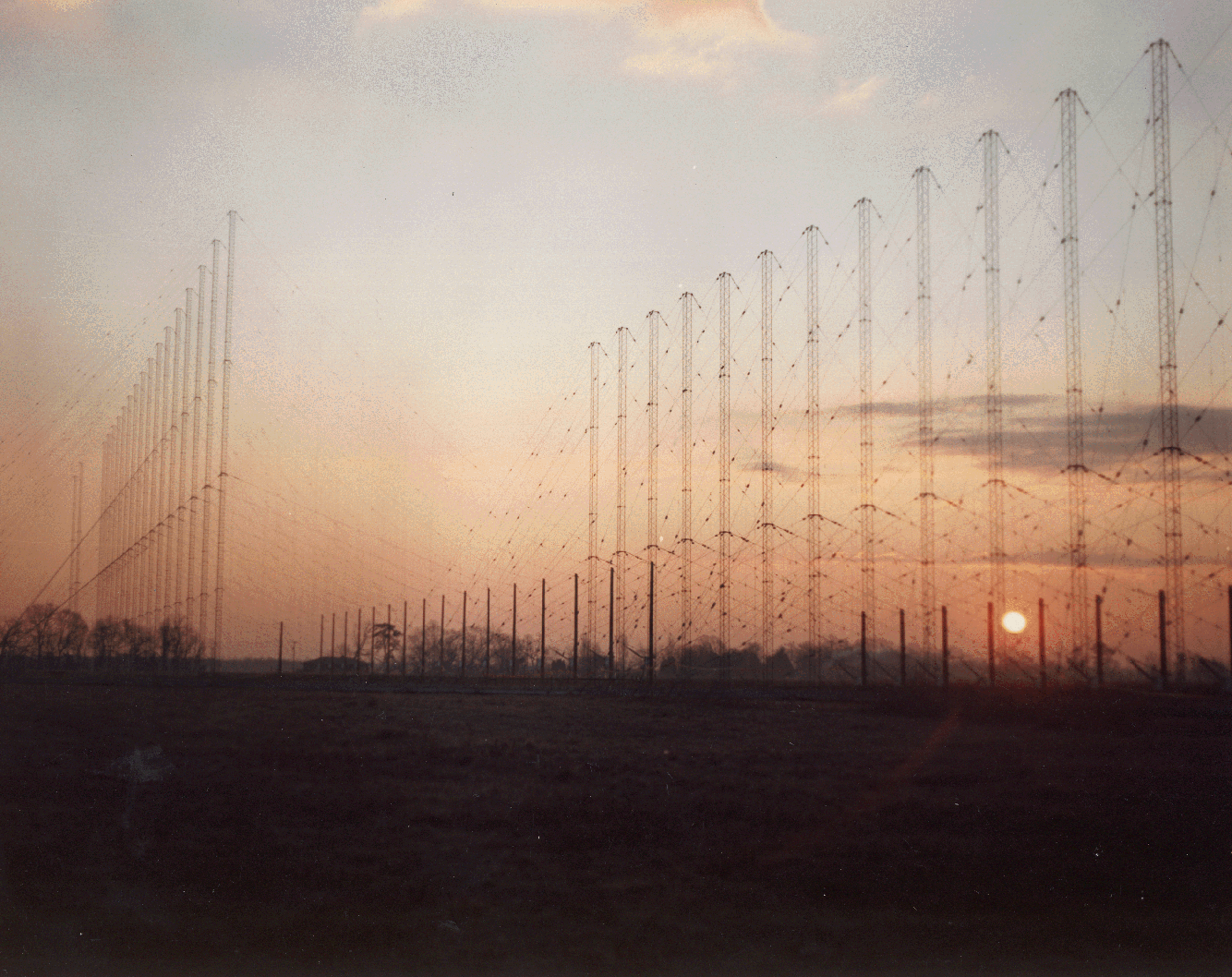
Радіолокаційна станція ВМС США "Relocatable Over-the-Horizon Radar" (ROTHR)

Загоризонтні радіолокатори, найчастіше використовують ефект відбиття коротких радіохвиль (від 3 до 30 МГц; декаметрові хвилі) від іоносфери, Такі радіолокатори називаються ЗГ РЛС просторової хвилі. Ці радіолокатори випромінюють радіосигнали в іоносферу, які відображаються та змінюють напрямок під час досягнення наземної поверхні. Розсіювання відбитих радіосигналів на землі призводить до значних втрат сигналу, тому для ефективної роботи ЗГ РЛС потрібен моніторинг стану іоносфери та постійне підстроювання частоти. Проте, ЗГ РЛС мають проблему "мертвих зон", що зроблює їх неефективними на невеликих відстанях. Серійні малошумні підсилювачі, які почали вироблятися в 1960-х роках, дозволили покращити роботу цих радіолокаторів.
У ЗГ РЛС застосовують системи для виділення корисного сигналу, оскільки сигнал, що відбивається від поверхні (землі або води), є значно потужнішим, ніж сигнал, відбитий від мети. Простіші системи використовують ефект Доплера, коли частота відбитих радіохвиль змінюється через рух об'єкта. Це дає змогу виділити рухомі цілі шляхом фільтрації отриманого сигналу з оригінальною частотою РЛС. Цей принцип застосовується у більшості РЛС, включаючи надгоризонтні. Проте в разі загоризонтної радіолокації його застосування ускладнюється через рух іоносфери.
Інколи використовують технологію «багатократного відбиття» при загоризонтній радіолокації, коли радіосигнал відбивається декілька разів від іоносфери та земної поверхні. 
Деякі ЗГ РЛС використовують ПЕВ (поверхневу електромагнітну хвилю), яка поширюється вздовж поверхні води на відстанях до 200-400 км. Такі  РЛС зазвичай працюють на частотах від 3 до 18 МГц і здебільшого використовуються як бістатичні радари. Вони застосовуються для контролю прибережних районів, зокрема 200-мильних ексклюзивних економічних зон, а також для вивчення метеорологічної обстановки.

## Історія

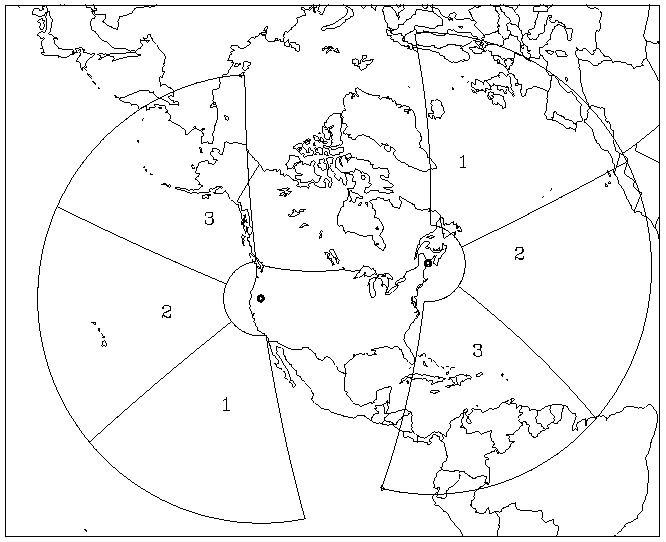
Покриття ЗГ РЛС-B зі станцій у штатах Мен та Орегон

У 1946 році радянський вчений і конструктор Микола Кабанов  розробив, ймовірно, першу діючу систему ЗГ РЛС з він виявив, що зондувальні промені при довжині хвилі 10-100 м здатні, відбившись від іоносфери, опромінити ціль і повернутися тим же шляхом до РЛС. Після цього радянські команди не проводили жодних досліджень до 1960-х та 70-х років.
У США більшість ранніх досліджень ефективних систем ЗГ РЛС проводилося під керівництвом доктора Вільяма Дж. Талера в Морській дослідній лабораторії. Проект отримав назву "Проект Типі" (від імені Талера). У 1955 році їхня перша експериментальна система називалась MUSIC (Multiple Storage, Integration, and Correlation) і була здатна виявляти запуски ракет на відстані 600 миль (970 км) на мисі Канаверал та ядерні вибухи в Неваді на відстані 1700 миль (2700 км). Покращена система, випробувальний стенд для оперативного радара, була побудована в 1961 році як MADRE (радіолокаційне обладнання з магнітним барабаном) в Чесапікській затоці. Ця система виявляла літаки на відстані до 3000 кілометрів (1900 миль), використовуючи лише 50 кВт енергії мовлення.
В першій половині 1960-х років, у Австралії була побудована ще одна короткохвильова ЗГ РЛС система, складна з декількох антен, розташованих на відстані чотирьох довжин хвиль одна від одної. Застосування формування променя з фазовим зсувом дозволяло системі керувати напрямом чутливості та регулювати його таким чином, щоб охоплювати Сінгапур, Калькутту та Великобританію. Для забезпечення роботи антенної решітки цієї системи необхідно було 25 миль (40 км) електричного кабелю.

## В Україні

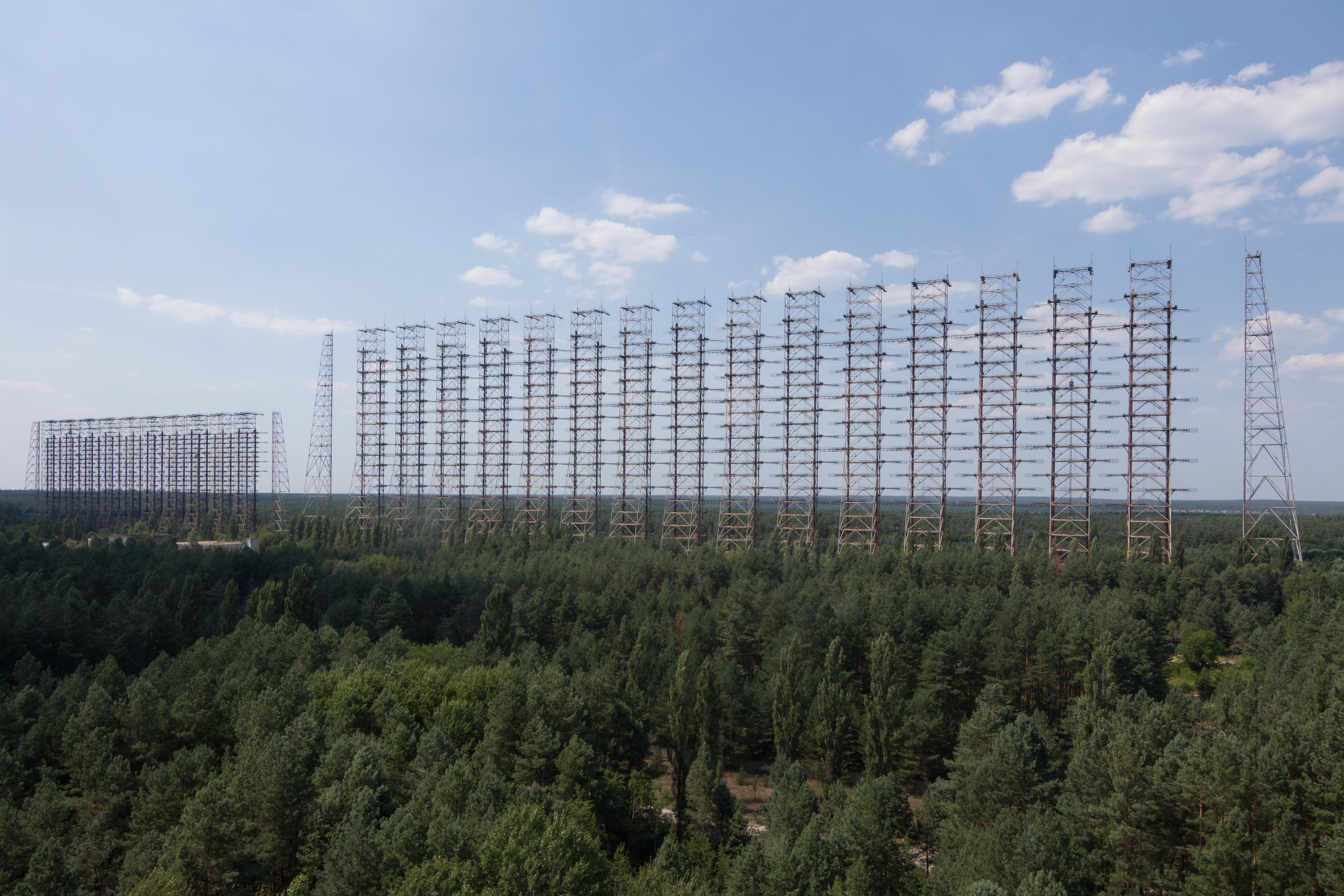
ЗГ РЛС «ДУГА» біля Чорнобиля

- (РЛС; з 1980; 3 екз.) У районі Чорнобиля (об'єкт Чорнобиль 2) 51°18′19″ пн. ш. 30°03′57″ сх. д. і 51°38′15″ пн. ш. 30°42′10″ сх. д..  Експлуатація закінчилася в 1986, 1989 і 1991 роках.
- Експериментальна установка біля Миколаєва (Дуга-Н) 47°02′28″ пн. ш. 32°11′57″ сх. д. в цей час демонтована.

## В Росії
- Телець (250 км; 1999)
- Хвиля (3000 км; з початку 90-х)
- Соняшник (450 км; з початку 2000-х; радар поверхневої хвилі)
- Лагуна (Берегова РЛС, радар поверхневої хвилі  )
- 29Б6 «Контейнер» (3000 км, ВАТ «НВК «НДІДАР» з 2013) Вони працюють зі збільшеним кутом огляду та одночасно можуть супроводжувати тисячі об'єктів. Перший зразок «Контейнера» став на бойове чергування у 2019 р. та працює у західному напрямку; передавальна частина станції розташована в Нижньогородській області, а приймальня - в Мордовії, де розкинуто поле майже з 150 тридцятиметрових антен). Усього планується розгорнути чотири таких РЛС: на заході, на сході, а також для північно-західного та південного напрямів.
- Резонанс (м. до Алебастров Ст. а)
- 72Д6 (м. до. Єфстратов Ф. Ф. )
- 12Ж6П (ВАТ «НВК НДІДАР» з 2011 р. головний конструктор д.т.н., професор Калінін Ю.К. Досвідчено-конструкторська робота «Багаточастотна напівактивна станція радіолокації виявлення повітряних об'єктів в діапазоні коротких хвиль» (шифр «Паралкс») Розташування Військова Частина 06017 Балтійськ Калінінградська область.
- 108Ж6

## В США
- WARF (Wide Aperture Research Facility)
- MADRE (Magnetic-Drum Radar Equipment)
- ROTHR (Relocatable Over-the-Horizon Radar)
- WACS ( White Alice Communications System ) - система загоризонтного зв'язку.

## В Австралії
- JORN ( Jindalee Operational Radar Network[en]